# 沃尔德 (梅克伦堡-前波美拉尼亚州)
沃尔德（德語：Wolde）是德国梅克伦堡-前波美拉尼亚州的市镇，隶属于梅克伦堡湖区县，总面积为22.51平方千米，截至2020年总人口为537人。